# Gino Birindelli

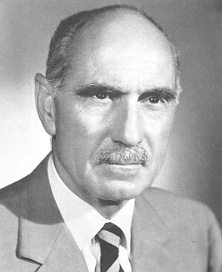
Gino Birindelli

Gino Birindelli (* 19. Januar 1911 in Pescia; † 2. August 2008 in Rom) war ein italienischer NATO-Admiral und neofaschistischer Politiker.

## Militärische Laufbahn
Gino Birindelli erlangte das Abitur an einer Piaristen-Schule in Florenz. Im Oktober 1925 trat er in die Accademia Navale ein, die er 1930 mit dem Rang eines Guardiamarina (Leutnant zur See) verließ und auf dem Kreuzer Ancona einschiffte. Im weiteren Verlauf diente er auf dem Schlachtschiff Andrea Doria, den Zerstörern Quintino Sella und Confienza sowie auf den Unterseebooten Santorre Santarosa und Naiade. 1931 wurde er zum Oberleutnant zur See, 1935 zum Kapitänleutnant befördert. 1937 schloss er ein  Ingenieurstudium an der Universität Pisa ab. In der Folge wurde ihm das Kommando über die U-Boote Foca, Millelire, Dessiè und Rubino übergeben. Ab April 1939 hatte er das Kommando über eine U-Boot-Gruppe in Tobruk. Ab September 1939 wurde er in der Mündung des Serchio bei La Spezia zum Kampfschwimmer der Decima Flottiglia MAS ausgebildet, wobei er sich einen Lungenschaden zuzog.
Unter Benito Mussolini trat Italien am 10. Juni 1940 auf Seiten Hitler-Deutschlands in den Zweiten Weltkrieg gegen das Vereinigte Königreich und Frankreich ein. Am 12. August 1940 stach das U-Boot Iride unter dem Kommando von Francesco Brunetti in La Spezia mit drei SLC-Torpedos in See. Am 21. August 1940 traf es in der Bucht vor Menelaus Portus auf das Torpedoboot Calipso, das neun Taucher, darunter Birinedelli, an Bord brachte. Kurz danach wurde Iride durch einen Torpedo einer Fairey Swordfish versenkt. Die Besatzung der Iride wurde vom Torpedoboot Calipso und von dem Versorgungsschiff Monte Gargano gerettet. Am 9. September 1940 begann die italienische Invasion Ägyptens von Italienisch-Libyen aus.
Am 24. September 1940 verließ das U-Boot Scirè unter dem Kommando von Junio Valerio Borghese La Spezia für eine Mission gegen die Royal Navy vor Gibraltar. Am 30. Oktober 1940 verließen drei Zweimann-SLC-Torpedos vor der Mündung des Río Guadarranque die Scirè und griffen britische Schiffe vor Gibraltar an. Probleme mit der Luftversorgung und dem Torpedo führten zum Abbruch des Einsatzes und zur Gefangennahme der italienischen Kampfschwimmer. Trotzdem erhielt Birindelli die Tapferkeitsmedaille in Gold.
Nach dem Waffenstillstand von Cassibile wurde Birindelli aus der Gefangenschaft entlassen. Ab Dezember 1943 nahm er auf Seiten der Alliierten am Krieg teil, zunächst als Korvettenkapitän, ab 1944 als Fregattenkapitän. Er kam mit leichten Einheiten vor der Küste von Albanien und Jugoslawien zum Einsatz. Gegen Kriegsende diente er als Bataillonskommandeur im San-Marco-Regiment, anschließend wurde er stellvertretender Kommandant des Schlachtschiffs Italia (ex Littorio), welches entsprechend der Waffenstillstandsbedingungen mit dem Schwesterschiff Vittorio Veneto samt Besatzungen bis 1946 im großen Bittersee interniert war.
Nach dem Krieg war er am Wiederaufbau der italienischen Kampfschwimmereinheit beteiligt. Er führte ein Korvetten- und ein Torpedobootgeschwader. Birindelli wurde im Januar 1952 zum Kapitän zur See befördert und absolvierte die Admiralstabsausbildung in Livorno. Im Juli 1954 wurde er Kommandeur des Kampfschwimmerverbandes in Varignano bei La Spezia, dann Kommandant des Schulschiffs Montecuccoli, mit dem er vom 1. September 1956 bis zum 1. März 1957 den Globus umfuhr. Danach wurde Birindelli stellvertretender Chef des Stabes im Flottenkommando in Santa Rosa bei Rom. Mit seiner Beförderung zum Konteradmiral (Rear Adminar Lower Half) im Dezember 1959 wurde er zur Führungsakademie der Streitkräfte (Centro Alti Studi Militari) versetzt. Danach diente er als Vertreter der Alliierten Seestreitkräfte im Mittelmeer beim Kommando der Alliierten Land- und Luftstreitkräfte in Südeuropa. Es folgte eine Verwendung im Generalstab der italienischen Streitkräfte. In den weiteren Admiralsdienstgraden führte Birindelli die 1. Division der Flotte, die Personalabteilung der Marine und das Flottenkommando.
Im Februar 1970 klagte Birindelli als Befehlshaber der Flotte bei einer Pressekonferenz über die Krise der italienischen Marine und nahm Mitglieder des parlamentarischen Verteidigungsausschusses im Maschinenraum des Flaggschiffes Giuseppe Garibaldi auf eine vierstündige Rundfahrt bei Windstärke zwei bis drei mit. Diese Aktion (es handelte sich um Freiheitsberaubung) trug zur Verabschiedung des Flottengesetzes von 1975 bei, das eine umfassende Modernisierung der Marine einleitete.
Vom 21. Oktober 1970 bis 23. März 1972 hatte er das Kommando der Alliierten Seestreitkräfte Südeuropa. Das Hauptquartier befand sich auf einer britischen Militärbasis auf Malta. Als Dom Mintoff 1971 zum Ministerpräsidenten von Malta gewählt worden war, wurde Birindelli am 25. Juni 1971 zur Persona non grata auf Malta erklärt. Im Dezember 1973 wurde er im Rang eines Vizeadmirals in den Ruhestand versetzt.

## In der Politik
Von 1972 bis 1976 saß Birindelli als Abgeordneter der neofaschistischen Partei Movimento Sociale Italiano-Destra Nazionale für den Wahlkreis Florenz in der Camera dei deputati. Als sich die MSI-Parlamentsfraktion am 28. Juni 1974 nach verschiedenen Querelen spaltete, schloss er sich dem Gruppo Misto an, dessen Vorstand aus Luigi Silvestro Anderlini, Roland Riz und Hans Benedikter bestand.   Im Parlament war Birindelli Mitglied der Ausschüsse für Auswärtige Angelegenheiten und Verteidigung. 1977 gründete er die gemäßigtere konservative Partei Democrazia Nazionale, die bis 1979 bestand.
Vom 7. Juli 1973 bis 14. März 1974 war Ugo La Malfa Finanzminister in der Regierung von Mariano Rumor und Parteisekretär des Partito Repubblicano Italiano. Michele Sindona beantragte beim Finanzminister für FINAMBRO eine Kapitalerhöhung und damit eine Erhöhung der Ausfallbürgschaft. La Malfa verweigerte beides und trat im 14. März 1974 im Streit über die Steuerpolitik mit dem Haushaltsminister aus der Regierung aus, woran die Regierung Mariano Rumor zerbrach. 1975 wurde La Malfa Vorsitzender des Partito Repubblicano Italiano. Licio Gelli führte Birindelli unter der Karteikartennummer 1670 als Mitglied der Geheimloge Propaganda Due. Es entstand der Verdacht, dass das Auseinanderbrechen der MSI-Fraktion unter Birindelli Teil einer Drohkulisse gegen die Democrazia Cristiana war, der so ein Wettbewerber im konservativen Lager entstand, um ein gefälliges Verhalten des Finanzministers gegenüber FINAMBRO zu erreichen. Im November 1974 gründete er die Unione Nazionale Italiana (UNI).

## Auszeichnungen
- 1940: Tapferkeitsmedaille
- Kriegsverdienstkreuz
- 1967: Großoffizier des Verdienstordens der Italienischen Republik
- 1977: Großkreuz des Verdienstordens der Italienischen Republik[4]